# Ferdinand Sigismund von Diezelsky
Ferdinand Sigismund von Diezelsky (* 4. März 1762 in Mersin, Kreis Lauenburg in Pommern; † 30. November 1835 in Potsdam) war ein preußischer Generalmajor.

## Leben

### Herkunft
Seine Eltern waren der Herr auf Mersin Jakob Ernst von Diezelsky (* 6. Juli 1715; † 28. Januar 1788) und dessen Ehefrau Sophie Theophile, geborene von Tauentzien (* 2. April 1725; † 2. Juli 1820) aus dem Hause Mersin.

### Militärkarriere
Diezelsky besuchte die Kadettenhäuser in Stolp und Berlin. Von dort kam er am 5. Februar 1778 als Gefreitenkorporal in das Infanterieregiment „von Braunschweig“ und nahm am Bayerischen Erbfolgekrieg teil. Bis Mitte Dezember 1792 stieg Diezelsky zum Premierleutnant auf. Im Ersten Koalitionskrieg kämpfte er bei Valmy, Verdun, Pirmasens, Kaiserslautern sowie bei La Lune und Kettrich. Am 6. Oktober 1797 wurde er Stabskapitän und avancierte am 11. April 1801 zum Kapitän und Kompaniechef. Im Vierten Koalitionskrieg kämpfte er in der Schlacht bei Auerstedt und wurde nach dem Frieden von Tilsit 1807 mit Halbsold inaktiv gestellt.
Am 5. Mai 1812 erfolgte seine Beförderung zum Major von der Armee. Diezelsky wurde am 17. Dezember 1812 als Kreisbrigadier bei der Gendarmerie angestellt und vor dem Beginn der Befreiungskriege am 2. August 1813 als Bataillonsführer in das 7. Kurmärkische Landwehr-Infanterie-Regiment versetzt. Er kämpfte bei den Belagerungen von Wittenberg, Magdeburg sowie den Gefechten bei Lübnitz und Dassendorf.
Am 6. April 1815 erhielt er seinen Abschied als Oberstleutnant mit Pension. Aber schon am 9. Juni 1815 wurde er als Führer eines Garnisonsbataillons eingesetzt und am 21. Juni 1815 in das 7. Kurmärkische Landwehr-Infanterie-Regiment rückversetzt. Am 3. Oktober 1815 bekam er nachträglich sein Patent als Oberstleutnant. Am 9. Februar 1816 wurde er dann in den besoldeten Stamm des 4. Potsdamer Landwehr-Regiments übernommen. Dort wurde er am 30. März 1819 zum Oberst befördert, bevor Diezelsky am 1. März 1820 mit halbem Gehalt ausschied. Am 14. Mai 1833 erhielt er seinen Abschied mit dem Charakter als Generalmajor und der gesetzlichen Pension. Er starb am 30. November 1835 in Potsdam.

### Familie
Diezelsky heiratete am 23. Juni 1801 in Gatersleben Helene Juliane Albertine von Alvensleben (* 1775; † 23. März 1826), eine Schwester des Generals der Infanterie Constantin von Alvensleben. Das Paar hatte mehrere Kinder:
- Albertine (*/† 1803)
- Ferdinand Albert (1805–1892), preußischer Generalmajor
- Wilhelmine Albertine (* 19. September 1807; † 9. Dezember 1892)